# Xispa
Xispa fou una empresa catalana fabricant de motocicletes amb seu a Maçanet de la Selva (la Selva), especialitzada en motos de trial i infantils. La seva raó social era Xispa Motorbike S.L.L. Va ser fundada l'1 de gener del 2005 per Enric Meseguer i Andreu Tuzón.
L'empresa adoptà el nom de la primera moto que produí, inspirat en la històrica Bultaco Chispa dels anys 70, que juntament amb les Montesa Cota 25 abastaven el mateix segment de mercat al que s'adreçava la Xispa.
A començament del 2013, l'empresa es va acollir al pre-concurs de creditors i a final d'any cessà la seva activitat. Cap al novembre, la nova empresa Torrot Electric (impulsada per Meseguer i Tuzón) adquirí a Xispa els seus actius relacionats amb la moto elèctrica i subrogà el lloguer de la seva planta de Vidreres.

## Història
La idea de crear l'empresa se li acudí a Enric Meseguer quan va voler comprar-li una moto de trial al seu fill de tres anys i es va trobar que no n'existia cap al mercat. Aleshores va decidir crear-ne una, adreçada a petits conductors de tres a sis anys, per tal que es poguessin iniciar en aquest esport de ben menuts. Per a la fabricació del producte, Meseguer va contactar amb Andreu Tuzón i ben aviat nasqué el primer model de l'empresa, la Xispa25.com, de la qual se n'arribaren a vendre més de 900 unitats arreu del món.
Cap al 2010, Xispa contractà el Subcampió d'Europa de trial David Cobos com a màxim responsable, amb Andreu Tuzón, del desenvolupament de la nova X250R de sèrie que havia de sortir a la venda en un futur proper (junt amb els models X125R i X280R). Hi havia previst també el desenvolupament d'un prototipus per a participar en el Campionat del Món de trial.

## Producció
A la fi de la dècada del 2000, l'empresa disposava d'una gamma variada de productes, sobretot en trial on oferia des de la Xispa 25 per al públic infantil fins a les R125, 250 i 280 per a adults. Fabricava també un escúter, el Crono125.com i una motocicleta d'enduro amb motor de quatre temps i 50 cc, la Enducross. Al final de la seva etapa, Xispa inicià també la fabricació de motos elèctriques en una nova planta a la població veïna de Vidreres.